# Linchamiento de Earnest Williams
Earnest Williams era un hombre afroestadounidense que fue linchado por una turba en Parkdale, condado de Ashley, Arkansas, en 1908. John R. Steelman, quien trabajó como ayudante del presidente Harry S. Truman, escribió su tesis doctoral sobre los linchamientos y la "acción de las turbas en el Sur", mencionó a Williams como uno de los casos y dijo: "Earnest Williams fue arrojado a la eternidad por una banda de hombres que estaban 'indignados' con él por 'usar lenguaje ofensivo'".